# William Cavendish, II barone Chesham
William George Cavendish, II barone Chesham (29 ottobre 1815 – Chesham, 26 giugno 1882) è stato un politico inglese.

## Biografia
Membro della famiglia Cavendish, Chesham era figlio di Charles Cavendish, I barone Chesham, e di sua moglie, Lady Catherine Gordon, figlia di George Gordon, IX marchese di Huntly. 

## Carriera
Nel 1847 fu eletto deputato al Parlamento per Peterborough, un seggio che tenne fino al 1852, e in seguito rappresentò il Buckinghamshire (1857-1863). Nel 1863 succedette a suo padre nella baronia e prese posto nella Camera dei lord.

## Matrimonio
Sposò, il 24 luglio 1849 a Kensington Church, Londra, Henrietta Lascelles (1830-21 maggio 1884), figlia di  William Lascelles. Ebbero cinque figli:
- Charles Cavendish, III barone Chesham (13 dicembre 1850-9 novembre 1907);
- Georgina Caroline Cavendish (19 marzo 1853-26 febbraio 1937), sposò Thomas Coke, II conte di Leicester, ebbero sei figli;
- Mary Susan Caroline Cavendish (19 marzo 1853-28 gennaio 1937), sposò Charles Lyttelton, VIII visconte Cobham, ebbero sette figli;
- Katherine Caroline Cavendish (1857-19 dicembre 1941), sposò Hugh Grosvenor, I duca di Westminster, ebbero quattro figli;
- William Edwin Cavendish (18 maggio 1862-28 agosto 1931), sposò Elizabeth Janet Baillie, ebbero due figli.

## Morte
Morì il 26 giugno 1882, all'età di 66 anni, e successe alla baronia il suo primogenito Charles.

## Ascendenza
|                                         |                                    |                                           | Genitori                                |  |  | Nonni |  |  | Bisnonni                                 |  |  | Trisnonni                                 |  |
|                                         |                                    |                                           |                                         |  |  |       |  |  | William Cavendish, IV duca di Devonshire |  |  | William Cavendish, III duca di Devonshire |  |
|                                         |                                    |                                           |                                         |  |  |       |  |  | William Cavendish, IV duca di Devonshire |  |  | William Cavendish, III duca di Devonshire |  |
|                                         |                                    | Catherine Hoskins                         |                                         |  |  |       |  |  | William Cavendish, IV duca di Devonshire |  |  |                                           |  |
| George Cavendish, I conte di Burlington |                                    |                                           |                                         |  |  |       |  |  | William Cavendish, IV duca di Devonshire |  |  |                                           |  |
|                                         |                                    | Charlotte Elizabeth Boyle                 | Richard Boyle, III conte di Burlington  |  |  |       |  |  |                                          |  |  |                                           |  |
|                                         |                                    | Charlotte Elizabeth Boyle                 | Richard Boyle, III conte di Burlington  |  |  |       |  |  |                                          |  |  |                                           |  |
|                                         |                                    | Charlotte Elizabeth Boyle                 | Dorothy Savile                          |  |  |       |  |  |                                          |  |  |                                           |  |
| Charles Cavendish, I barone Chesham     |                                    | Charlotte Elizabeth Boyle                 |                                         |  |  |       |  |  |                                          |  |  |                                           |  |
|                                         |                                    | Charles Compton, VII conte di Northampton | Charles Compton                         |  |  |       |  |  |                                          |  |  |                                           |  |
|                                         |                                    | Charles Compton, VII conte di Northampton | Charles Compton                         |  |  |       |  |  |                                          |  |  |                                           |  |
|                                         |                                    | Charles Compton, VII conte di Northampton | Mary Lucy                               |  |  |       |  |  |                                          |  |  |                                           |  |
| Elizabeth Compton                       |                                    | Charles Compton, VII conte di Northampton |                                         |  |  |       |  |  |                                          |  |  |                                           |  |
|                                         |                                    | Anne Somerset                             | Charles Somerset, IV duca di Beaufort   |  |  |       |  |  |                                          |  |  |                                           |  |
|                                         |                                    | Anne Somerset                             | Charles Somerset, IV duca di Beaufort   |  |  |       |  |  |                                          |  |  |                                           |  |
|                                         |                                    | Anne Somerset                             | Elizabeth Berkeley                      |  |  |       |  |  |                                          |  |  |                                           |  |
| William Cavendish, II barone Chesham    |                                    | Anne Somerset                             |                                         |  |  |       |  |  |                                          |  |  |                                           |  |
|                                         | Charles Gordon, IV conte di Aboyne | John Gordon, III conte di Aboyne          |                                         |  |  |       |  |  |                                          |  |  |                                           |  |
|                                         | Charles Gordon, IV conte di Aboyne | John Gordon, III conte di Aboyne          |                                         |  |  |       |  |  |                                          |  |  |                                           |  |
|                                         | Charles Gordon, IV conte di Aboyne | Grace Lockhart                            |                                         |  |  |       |  |  |                                          |  |  |                                           |  |
| George Gordon, IX marchese di Huntly    | Charles Gordon, IV conte di Aboyne |                                           |                                         |  |  |       |  |  |                                          |  |  |                                           |  |
|                                         |                                    | Margaret Stewart                          | Alexander Stewart, VI conte di Galloway |  |  |       |  |  |                                          |  |  |                                           |  |
|                                         |                                    | Margaret Stewart                          | Alexander Stewart, VI conte di Galloway |  |  |       |  |  |                                          |  |  |                                           |  |
|                                         |                                    | Margaret Stewart                          | Catherine Cochrane                      |  |  |       |  |  |                                          |  |  |                                           |  |
| Catherine Gordon                        |                                    | Margaret Stewart                          |                                         |  |  |       |  |  |                                          |  |  |                                           |  |
|                                         |                                    | Charles Cope, II baronetto                | Jonathan Cope                           |  |  |       |  |  |                                          |  |  |                                           |  |
|                                         |                                    | Charles Cope, II baronetto                | Jonathan Cope                           |  |  |       |  |  |                                          |  |  |                                           |  |
|                                         |                                    | Charles Cope, II baronetto                | Arabella Howard                         |  |  |       |  |  |                                          |  |  |                                           |  |
| Catherine Cope                          |                                    | Charles Cope, II baronetto                |                                         |  |  |       |  |  |                                          |  |  |                                           |  |
|                                         |                                    | Catherine Bishopp                         | Cecil Bishopp, VI baronetto             |  |  |       |  |  |                                          |  |  |                                           |  |
|                                         |                                    | Catherine Bishopp                         | Cecil Bishopp, VI baronetto             |  |  |       |  |  |                                          |  |  |                                           |  |
|                                         |                                    | Catherine Bishopp                         | Anne Boscawen                           |  |  |       |  |  |                                          |  |  |                                           |  |
|                                         |                                    | Catherine Bishopp                         |                                         |  |  |       |  |  |                                          |  |  |                                           |  |